# Theobald Fenner
Theobald Fenner (geboren am 6. Oktober 1884 in Metzebach; gestorben 1969 in Spangenberg) war ein deutscher Politiker. Er war Anfang der 1920er Begründer der NSDAP-Ortsgruppe in Spangenberg. Während der NS-Diktatur von 1933 bis 1945 war er als Bürgermeister in Spangenberg verantwortlich für die systematische Vertreibung der jüdischen Bevölkerung und die Verfolgung politischer Gegner.

## Leben
Theobald Fenner war der Sohn einer alteingesessenen, konservativ-bürgerlichen Familie. Sein Vater Otto Fenner war Steinmetz und Bauunternehmer. Nach dem Schulbesuch studierte Fenner Architektur und arbeitete als Architekt in Spangenberg. In den 1920er Jahren bekam er einige lukrative Aufträge durch die Stadt Spangenberg, wie den Bau des Sportgeländes, des Schwimmbades, der Siedlung Eigene Scholle und der Anlage eines Ehrenmals auf dem Bromsberg. Theobald Fenner nahm am Ersten Weltkrieg teil. Fenner brachte bereits Anfang der 1920er Jahre nationalsozialistische Ideen nach Spangenberg und war im Jahr 1923 Mitbegründer der später dann zunächst verbotenen NSDAP. Nach deren Neugründung trat er der Partei zum 18. September 1925 erneut bei (Mitgliedsnummer 18.859) und wurde zum NSDAP-Ortsgruppenleiter gewählt. Seit 1927 saß er im Spangenberger Stadtparlament, danach auch im Kreistag des Kreises Melsungen.
Den liberalen Bürgermeister Heinrich Stein (DDP/ Amtszeit 1930–1933) trieb er durch Verleumdungskampagnen in den Selbstmord und nahm dann im Oktober 1933 dessen Position ein. Fenner ging massiv gegen politische Gegner und gegen die jüdische Bevölkerung vor. Von ihm stammt der Satz „Ich lasse nicht eher locker, bis der letzte Jude Spangenberg verlassen hat!“ Als NSDAP-Ortsgruppenleiter und Bürgermeister wurde von ihm in der Nacht vom 15./16. September 1935 anlässlich der Verkündigung der Nürnberger Gesetze ein Pogrom gegen die jüdische Bevölkerung Spangenbergs durchgeführt. Ein Fackelzug zog durch den Ort und SA holte die christlichen Hausangestellten aus den jüdischen Häusern, dabei kam es zu Zerstörungen und Übergriffen gegen die Juden. Im Februar 1940 meldete Fenner an Gauleiter Karl Weinrich „voller Freude“, dass Spangenberg judenfrei sei. Die Flucht vieler Juden aus Spangenberg endete in den Konzentrations- und Vernichtungslagern des Ostens.
Am 1. April 1945 flüchtete Fenner aus Spangenberg und versteckte sich in der britischen Zone, um der Strafverfolgung zu entgehen. Vorher ließ er noch in Spangenberg bekanntmachen: "Wer die weiße Fahne hisst wird standrechtlich erschossen!" So wurde Spangenberg noch verteidigt, was dazu führte, dass es zu Zerstörungen und Todesopfern kam, das Schloss brannte bis auf die Grundmauern nieder. Erst am 7. Juni 1949 konnte Fenner verhaftet und am 29. März 1950 wegen der Ereignisse vom 15./16. September 1935 vor Gericht gestellt werden. In erster Instanz wurde er zu einem Jahr und zwei Monaten Haft wegen schwerem Landfriedensbruch verurteilt. In der Revisionsverhandlung wurde das Verfahren unter Bezug auf das Amnestiegesetz vom 31. Dezember 1949 gegen ihn eingestellt.
Er lebte bis zu seinem Tode im Jahr 1969 weiter in Spangenberg als „unbescholtener“ Bürger. Sein Antrag als ehemaliger Bürgermeister durch die Stadt Spangenberg eine Pension zu bekommen wurde durch das Verwaltungsgericht im Jahr 1960 abgewiesen.